# Michio Kushi
Michio Kushi (久司 道夫 Kushi Michio) (Japan, 17. svibnja 1926. – 28. prosinca 2014.), pisac, makrobiotičar, aktivist
Učenik utemeljitelja makrobiotike Georgea Ohsawe. Upoznao je zapad s modernom makrobiotikom došavši u SAD 1949. godine. Na konferencijama i seminarima diljem svijeta poučava o filozofiji, duhovnom razvoju, zdravlju, hrani i bolestima.
Nakon dolaska u SAD, sa svojom ženom Aveline Kushi osnovao je East West Foundation, One Peaceful World, Kushi Institute, Erewhon Natural Foods, the East West Journal, the Kushi Foundation; zajedno su napisali preko 70 knjiga.
Kushi je studirao pravo i međunarodne odnose na Sveučilištu Tokio, a studij nastavio na Sveučilištu Columbia. Kushi je do smrti živio u Brooklinu, Massachusetts, ima petero djece i 14-ero unučadi.

## Životopis
Michio Kushi svoje djetinjstvo je proveo u Hiroshimi. Njegov otac je predavao Zapadnu umjetnost na Sveučilištu, gdje mu je uža struka bila renesansa. Majka je poučavala u Catholic Womens's Holy Ghost High School (Srednja katolička škola za žene) u gradu Akita, a kasnije kao sudac na obiteljskom sudu u Tokiu.
Tijekom Drugog svjetskog rata, Michio je studirao političke znanosti i pravo na Sveučilištu u Tokiu. Bombardiranje Hiroshime i Nagasakija je ostavilo veliki utisak na Michia, time potaknut odlučio je svoj život posvetiti svjetskom miru i skladu. Nakon rata, nastavio je diplomski studij međunarodnog prava u Tokiu. U SAD-e je došao 1949. godine kako bi radio na studiju za globalni mir. Potporu tome je dobio od Normana Cousinsa, novinara i zalagatelja za svjetski mir; kancelara Sveučilišta Shigeru Nanbara i evangelista Toyohika Kagawe.
U Japanu, Michio Kushi je kratko studirao s Georgeom Ohsawom na Student World Government Association u Hiyoshi, pored Tokia. Ohsawa je smatrao da je hrana ključni element za zdravlje, a da je zdravlje isto za mir. Povratkom tradicionalnoj prehrani, cjelovitoj i prirodnoj hrani, smatrao je da će čovječanstvo steći fizički i mentalni sklad i time postati više miroljubivo. Za vrijeme života u New Yorku, Michio je iskusio pozitivne promjene kod svog zdravlja i svjesnosti nakon promjene prehrambenih navika. Tijekom sljedećih deset godina, Michio je uz potporu svoje žene Aveline, počeo proučavati tradicionalni i moderni pristup prehrani, zdravlju i prirodnom poretku, te započeo podučavati makrobiotiku - termin iz grčkog jezika za veliki život, dugi život kojeg je prvi upotrijebio Hipokrat.
U New Yorku je Michio nastavio studirati na Sveučilištu Columbia. Tamo je započeo razmišljati o promjeni društva prvenstveno kroz političke i sociološke čimbenike. Tada je bio u kontaktu s osobama kao što su Albert Einstein, Thomas Mann, Upton Sinclair, Robert M. Hutchins, Harold Urey, Pitirim Sokorin i ostalim istaknutim znastvenicima, spisateljima i političkim liderima. Iako je dobio njihovu potporu u istraživanju takve mogućnosti, napomenuli su da sami ne znaju za trajno rješenje koje bi donijelo mir čovječanstvu.
Ranih 1960-ih, Michio se sa svojom obitelji preselio u Boston i osnovao Erewhon, što je bio prvi distributer organski uzgojene cjelovite i prirodno procesuirane hrane. Erewhon  je 1983. godine prodan.
1971. godine njegovi studenti osnovali su East West Journal, a kasnije i East West Foundation koji je radio na širenju edukacije i istraživanja makrobiotike. 1978. godine, Michio i Aveline su osnovali Kushi Institute i edukacijsku organizaciju s namjerom poučavanja novih učitelja makrobiotike, savjetnika i kuhara sa sjedištima u Amsterdamu, Londonu, Antwerpu, Florencu, Barceloni, Lisabonu i drugim glavnim gradovima Europe. Kao daljnji korak s ciljem rješavanja problema svjetskog zdravlja i mira, Michio je utemeljio Makrobiotički Kongres koji redovito zasjeda u Sjevernoj Americi, Europi, Aziji i na Karibima, privlačeći delegate iz mnogih država i naroda.
Tijekom 1980-ih, Kushi se sastajao s mnogim predstavnicima vlade i društva u SAD-u, Svjetskoj zdravstvenoj organizaciji, UNESCO-u, Bijeloj kući i u mnogim državama svijeta. Njegovi seminari i predavanja o povezanosti prehrane i degenerativnih bolesti i rekonstrukciji modernog čovječanstva je privuklo mnoge stručnjake s područja medicine, nutricionizma i srodnih znanosti. Medicinska istraživanja na Harvard Medical School, Sveučilištu u Bostonu, Columbia-Presbyterian bolnici u New Yorku, Framinghamska studija i u mnogim drugim sveučilištima i zdravstvenim institucijama su pokazala korisnost makrobiotičke prehrane. 1987. godine održan je simpozij u Kongu na temu makrobiotičkog pristupa AIDS-u. Sazvana je i konferencija pri Svjetskoj zdravstvenoj organizacija. 1989. godine Michio je posjetio Mađarsku i tadašnju Jugoslaviju. Makrobiotika se počela širiti na području Istočne Europe i tadašnjeg Sovjetskog saveza.

## Nagrade
- Award of Excellence od Ujedinjenih naroda, društvo pisaca, 1994.
- Congressional Record, 1999.
- Smithsonian Institution (Nacionalni muzej američke povijesti), 1997.

## Vanjske poveznice
- michiokushi.org  Arhivirana inačica izvorne stranice od 13. listopada 2007. (Wayback Machine)
- Kushi Institute u Massachusettsu  Arhivirana inačica izvorne stranice od 11. listopada 2007. (Wayback Machine)
- Kushi Institute u Zagrebu, Makronova
- Kushi Institute u Amsterdamu  Arhivirana inačica izvorne stranice od 30. rujna 2007. (Wayback Machine)